# 澤西康史
澤西康史 (さわにし やすふみ、1952年3月 - ）は、日本の翻訳家。

## 翻訳書
- 「ア・カップ・オブ・ティー―オショー・ラジニーシ初期書簡集」スワミ・プレム・プラブッダ、スワミ・アナンド・ソパン訳 （めるくまーる、1989年）
- 「空っぽの鏡・馬祖」和尚、スワミ・アナンド・ソパン (翻訳) 壮神社 1992年12月
- 「これこれ千回もこれ―禅のまさに真髄」和尚  (OEJ books) スワミ・アナンド・ソパン(翻訳) 和尚エンタープライズジャパン 1993年6月
- 「ダンマパダ 永遠の真理」和尚、沢西康史(翻訳) めるくまーる 1994年04月
- 「ボーディダルマ」和尚、スワミ・アナンド ソパン(翻訳) めるくまーる 1994年7月
- 「クリスタル・ジャーニー ヒーリングストーンによる旅行ガイド（OEJ books）ジェーンアン・ダウ 沢西康史(翻訳) 1994年12月
- 「ノーマインド―永遠の花々」和尚、スワミ・アドヴァイト・パルヴァ（翻訳）、スワミ・アナンド・ソパン照校 (壮神社、1994年10月、ISBN 4-915906-11-6)
- 「英知の辞典」和尚、スワミ・アナンド・ソパン(翻訳) めるくまーる 1996年5月
- 「シャンバラの道」 ニコライ・レーリヒ 澤西康史(翻訳) 中央アート出版 1996年11月
- 「エマソン 魂の探求」自然に学び 神を感じる思想 リチャード・ジェルダード 澤西康史 (翻訳) 日本教文社 1996年12月
- 「エマソン入門 自然と一つになる哲学」 リチャード・ジェルダード 澤西康史 (翻訳) 日本教文社 1999年01月
- 「クリスタリン・トランスミッション」 光の統合 カトリーナ・ラファエル, 沢西康史(翻訳) OEJ Books 1999年02月
- 「音楽の霊性」新装版 ニューエイジ・ミュージックの彼方に ピ-ター・バスティアン, 沢西康史(翻訳) 工作舎 2000年01月
- 「死後の世界が教える「人生はなんのためにあるのか」―退行催眠による「生」と「生」の間に起こること、全記録 マイケル ニュートン 澤西 康史 (翻訳) 2000年8月
- 「シャンバラ 勇者の道」チョギャム・トゥルンパ, 沢西康史 (翻訳) めるくまーる 2001年06月
- 「太陽が輝く天にかけて… 今に名を残す先住民首長たちの箴言と演説 ケント・ナーバーン 澤西康史(翻訳) 中央アート出版社 2002年09月
- 「不滅の言葉 ダンマパダ 2」和尚、澤西康史 (翻訳) 瞑想社 2003年06月
- 「インディアン・カントリー」 土地と文化についての主張 上 ピーター・マシーセン 澤西康史(翻訳) 中央アート出版社 2003年06月
- 「インディアン・カントリー」 土地と文化についての主張 下 ピーター・マシーセン 澤西康史(翻訳) 中央アート出版社 2003年06月
- 「タントラライフ 変容のヴィジョン」ラダ・C．ルーリオ 澤西康史 (翻訳) OEJ Books 2003年10月
- 「フールズ・クロウ知慧と力 スー族の大聖人との対話」(シリーズ先住民の叡知） トーマス・E．マイルズ, 沢西康史(翻訳) 中央アート出版社 2004年02月
- 「夢を編む」 ネイティブ・アメリカン、ポモ族のかご作家メーベル・マッケイの生涯 / グレッグ・サリス / 澤西康史(翻訳) 中央アート出版社 2005年01月
- 「魂の科学」 パタンジャリのヨーガ・スートラ Osho、沢西康史(翻訳) 瞑想社, めるくまーる 2007年04月
- 「スピリチュアル・エボリューション―オーロビンド・エッセンス」 オーロビンド・ゴーシュ Aurobindo Ghose (原著), 澤西 康史 (翻訳) 2011年8月 アルテ
- 「インテグラル・ヨーガ」―オーロビンド・エッセンスゴーシュ，オーロビンド 澤西 康史(翻訳) 2013年7月 めるくまーる
- 「死後の世界を知ると人生は深く癒される」 (フェニックスシリーズ) マイケル・ニュートン 澤西康史 (翻訳) 2014年4月 パンローリング
- 「あなたの内の男と女」 -愛と自由を手に入れる魔法- サガプリヤ・デロング (著), 澤西 康史 (翻訳) 2017年9月 めるくまーる